# Datowanie znaczków

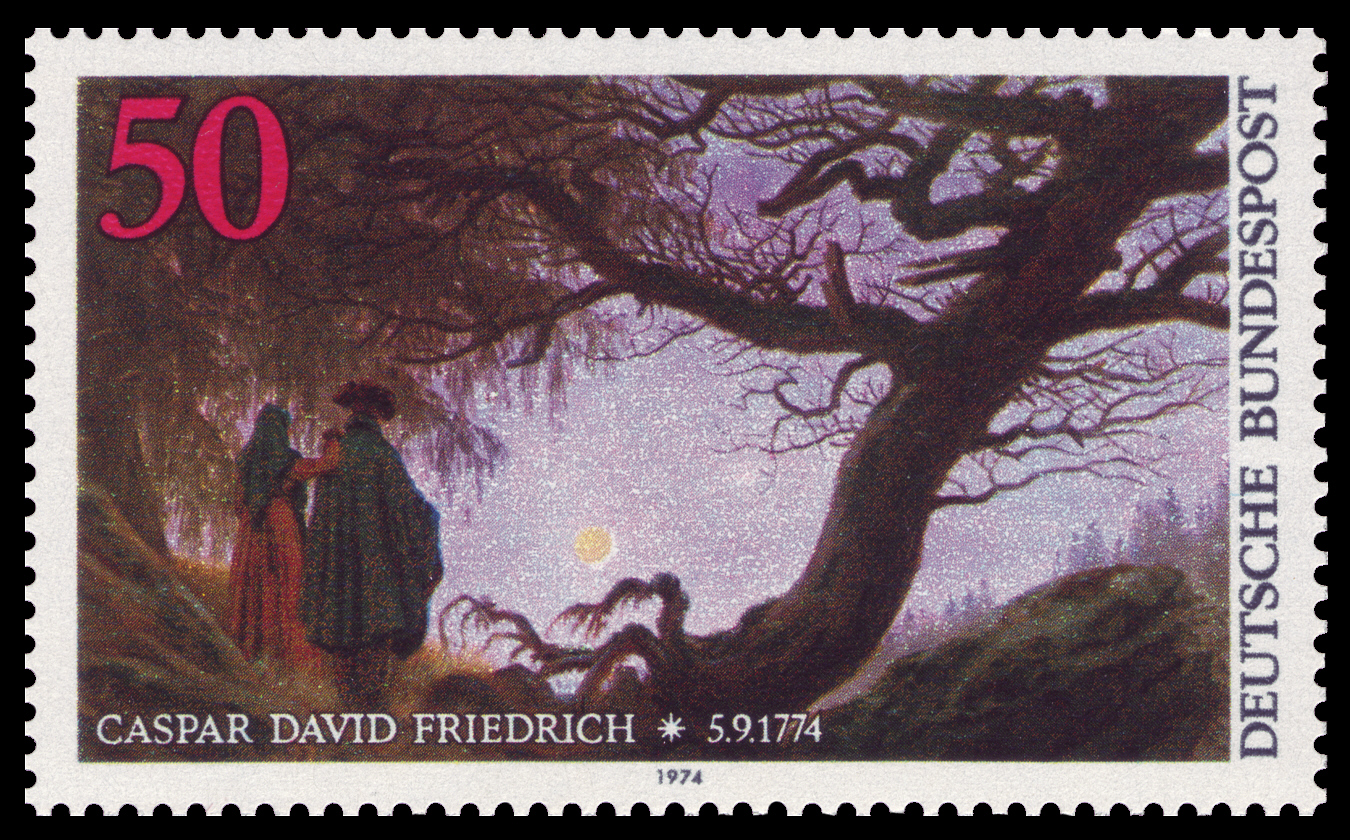
Datowany znaczek z 1974 roku

Datowanie znaczków – umieszczanie na znaczkach pocztowych roku wydania w obszarze zadrukowanym lub na jego marginesie. Na rysunku po raz pierwszy pojawił się na afgańskich "Tygrysach". Od 1972 r. polskie znaczki posiadają rok wydania na marginesie.